# Piotr Adamski (duchowny)
Piotr (Peter) J. Adamski (ur. 1891 w Pobiednie, zm. 21 września 1982 w Clarence) – polski duchowny rzymskokatolicki, protonotariusz apostolski (infułat), doktor prawa.

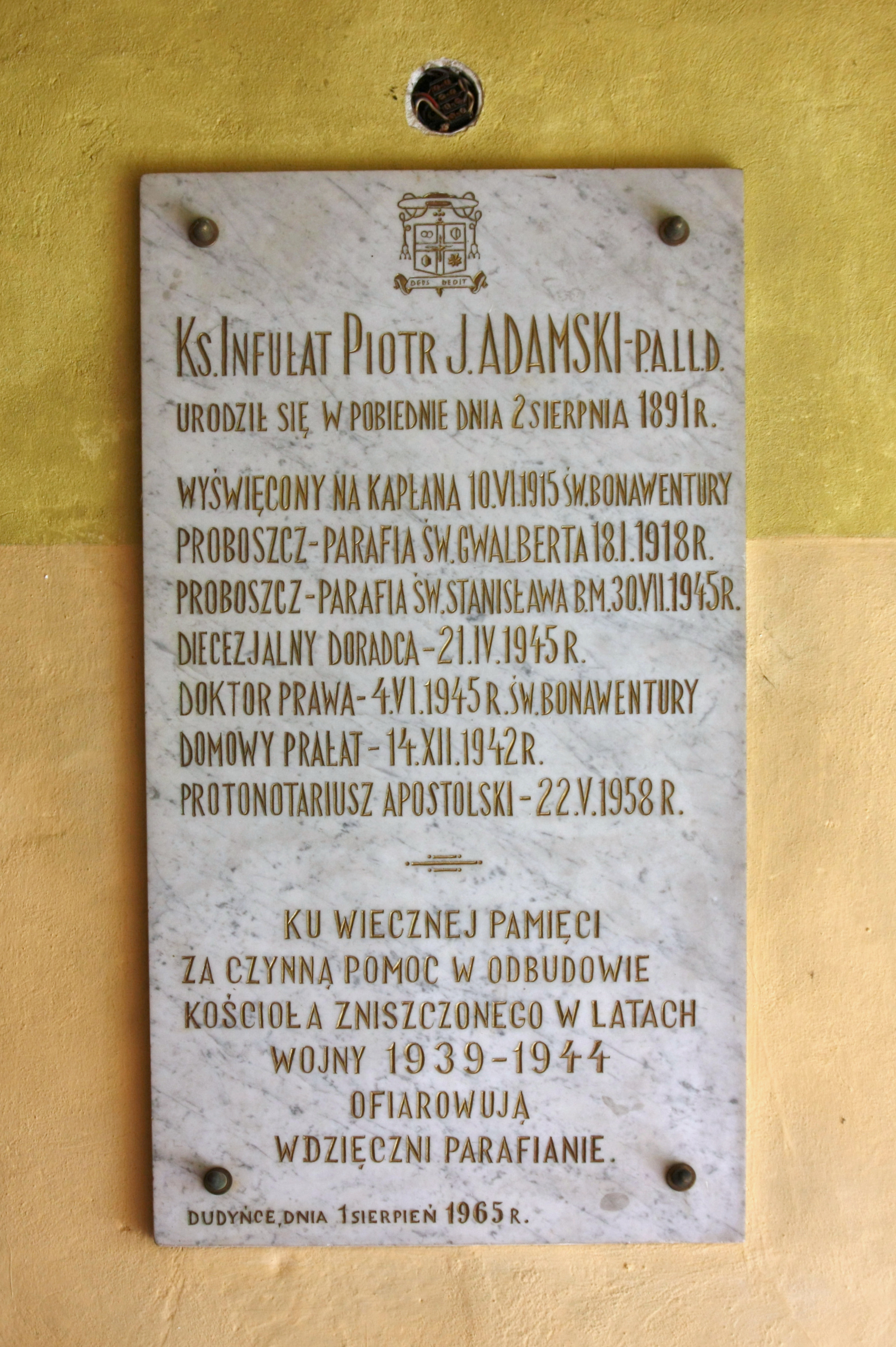
Tablica upamiętniająca ks. Piotra Adamskiego w kościele w Dudyńcach

## Życiorys
Urodził się 2 lub 3 bądź 17 sierpnia 1891 w Pobiednie jako syn Macieja (1862-1916) i Karoliny z domu Dudas (1869-1953). Był uczniem C. K. Gimnazjum w Sanoku, gdzie w 1908 ukończył V klasę. 
W 1909 przybył do Stanów Zjednoczonych. Kształcił cię się Seminarium Duchownym Chrystusa Króla w Buffalo (Christ The King Seminary). Ukończył studia na St. Bonaventure University w Allegany w stanie Nowy Jork. 10 czerwca 1915 otrzymał sakrament święceń w diecezji Buffalo. Został proboszczem parafii św. Jana Gwalberta w Cheektowaga 18 stycznia 1918 i pozostawał nim do 1945. W dniu 14 grudnia 1942 otrzymał tytuł prałata domowego Jego Świątobliwości. Od 21 kwietnia 1945 był diecezjalnym doradcą. Na macierzystym St. Bonaventure University 4 czerwca 1945 uzyskał stopień doktora prawa. Od 2 lipca 1945 do 8 grudnia 1973 sprawował urząd proboszcza parafii św. Stanisława Biskupa i Męczennika w Buffalo. 22 maja 1958 otrzymał tytuł protonotariusza apostolskiego (infułata).
Działał społecznie, m.in. na polu kształcenia młodzieży. Dzięki jego staraniom oraz udzielony pomocy materialnej 12 listopada 1955 do parafii św. Stanisława w Buffalo została przeniesiona Polska Sobotnia Szkoła, która później została nazwana imieniem Ks. Inf. Piotra Adamskiego. Wspierał odbudowę kościoła Wszystkich Świętych w Dudyńcach, zniszczonego podczas II wojny światowej (zob. Parafia Wszystkich Świętych w Dudyńcach), za co 1 sierpnia 1965 ufundowano w świątyni tablicę jego upamiętniającą.  
Zmarł 21 września 1982 w Clarence w stanie Nowy Jork. Został pochowany na cmentarzu katolickim św. Stanisława w Cheektowaga.